# Eton v Harrow
Eton v Harrow ist ein traditionelles jährliches Cricket-Spiel, welches zwischen Schülern des Eton College und Schülern der Harrow School ausgetragen wird. Seit 1805 veranstaltet, ist es (Stand 2024) das letzte jährliche Schul-Cricket-Match, welches noch auf dem Lord’s Cricket Ground ausgetragen wird. Besonderes Flair und Prestige erhält die Begegnung durch die Rivalität zwischen beiden Schulen, die insbesondere im 19. Jahrhundert als die beiden führenden Public Schools im Vereinigten Königreich angesehen wurden.

## Geschichte
Das erste nachgewiesene Cricket-Match zwischen den beiden Schulen wurde auf dem Lord’s im Jahr 1805 ausgetragen. Das Spiel, bei dem Lord Byron auf Seiten von Harrow antrat, endete mit einem Sieg der Auswahl von Eton. 1818 wurde ein Revanchespiel ausgetragen, im Jahr 1822 dann ein erneutes Spiel. Ab diesem Zeitpunkt wurde bis 1829 ein jährliches Spiel ausgetragen, und ab 1831 wurde das Duell zwischen Eton und Harrow endgültig zum jährlichen Event, welches nur 1856 aufgrund des Krimkrieges ausfiel.
Das Match machte schnell Schule und wurde zum Vorreiter für andere vergleichbare Spiele. Der Neffe des Dichters William Wordsworth, Charles Wordsworth, nahm auf Seiten der Auswahl von Harrow ab 1822 vier Jahre lang an den Matches teil. Im Jahr 1827 organisierte er das erste Universitätsmatch zwischen Oxford und Cambridge auf dem Lord’s Cricket Ground. Wordsworth half zwei Jahre später auch dabei mit, das erste Boat race auf der Themse zwischen beiden Universitäten zu organisieren. Gemeinsam mit dem Gentlemen vs Players-Match wurden beide Cricket-Matches zur bestimmenden Trias in der englischen Cricket-Saison und avancierten ab der zweiten Hälfte des 19. Jahrhunderts auch zu einem Highlight der gesellschaftlichen Londoner Saison. Eton v Harrow stand bald auf einem vergleichbaren Niveau mit Royal Ascot und entwickelte sich zu einem wichtigen gesellschaftlichen Event. Besondere Berühmtheit erlangte die Begegnung von 1910 als das sogenannte Fowler’s match, bei dem Eton aus aussichtsloser Situation das Spiel noch gewinnen konnte. Informell nur The School’s day genannt, zog das Spiel regelmäßig tausende Zuschauer an. 1914 besuchten über 38.000 Zuschauer über zwei Tage das Match.
Neben Eton und Harrow trugen in der Folge auch acht weitere renommierte Schulen – komprimiert The Lord’s Schools genannt – ihre festen Matches aus. (Diese waren Tonbridge School, Marlborough College, Rugby School, Cheltenham College, The Oratory School, Haileybury College, Clifton College und Beaumont College.)
Das Spiel erhielt seine Bedeutung im Cricket auch dadurch, dass zahlreiche beteiligte Spieler in der Folge im First-Class und teils für die Nationalmannschaft spielten. Insgesamt 21 Spieler (15 für Eton, 6 für Harrow) begingen diesen Weg. Die zunehmende Professionalisierung nach dem Weltkrieg bedeutete allerdings eine tiefe Zäsur für Cricket. Da durch den sozialen Status bedingt viele der Teilnehmer ihre weitere Cricket-Karriere mit Amateurstatus verfolgten, bedeutete dessen Wegfall im nationalen Cricket, dass auch das Match zwischen Eton und Harrow davon betroffen war und seine Bedeutung für den Sport verlor. Als einziges der jährlichen Schulmatchs blieb es jedoch weiterhin auf dem regulären Plan des Lord’s Cricket Ground erhalten. Bis 1982 wurde das Spiel als Zwei-Tages-Spiel ausgetragen, bevor es auf einen Tag verkürzt wurde. Ab dem Jahr 2000 wurde es als Limited-Overs-Match bestritten.
Anfang des Jahres 2022 informierte der veranstaltende Marylebone Cricket Club (MCC) darüber, dass die Matches Eton versus Harrow einerseits und Oxford versus Cambridge in Zukunft nicht mehr auf dem Lord’s Cricket Ground ausgetragen werden sollen. Begründet wurde dies damit, den Zugang zu Lord’s zu erweitern und zu diversifizieren. Die Entscheidung sorgte für Proteste aufgrund der bereits über 200-jährigen Tradition der Begegnung und da das Spiel Eton v Harrow weiterhin große Zuschauermengen anzieht. Das letzte Match auf dem Lord’s Cricket Ground im Juni 2022 endete mit einem Sieg für die Auswahl von Harrow. Aufgrund starker Proteste von Mitgliedern innerhalb des MCC wurde jedoch ein Kompromiss geschlossen, der vorsieht, dass Eton v Harrow zunächst für weitere fünf Jahre auf dem Lord’s Cricket Ground ausgetragen wird, bevor eine weitere Mitgliederbefragung stattfindet.

## In der Literatur
Eton v Harrow ist ein wiederkehrendes Thema in der britischen Literatur. In ihren Detektiv-Romanen lässt Dorothy L. Sayers ihren Helden Lord Peter Wimsey in seiner Jugend beim Cricket-Match zwischen Eton und Harrow auf Seiten der Auswahl von Eton brillieren. Zudem kommt das Match bei P. G. Wodehouse zur Sprache; Wodehouse, ein ausgesprochener Cricket-Fan, erwähnte das Match unter anderem in seinem Roman Auf geht’s, Jeeves!